# Estação Campamento
Campamento é uma estação da Linha 5 do Metro de Madrid.

## História
A estação foi inaugurada em 4 de fevereiro de 1961 como parte da linha da F.C. Suburbano que ligava as estação de Carabanchel a Chamartín de la Rosa. Em 17 de dezembro de 1981 foi transferida para a Linha 10 do metrô de Madri situação que permaneceu até 22 de outubro de 2002, quando passou a integrar a Linha 5 junto com as estações Aluche e Empalme.